# Xpujil
Xpujil of Xpuhil is een stadje in de Mexicaanse staat Campeche. Xpujil heeft 3222 inwoners (census 2005) en is de hoofdplaats van de gemeente Calakmul.
De naam is afkomstig uit het Maya en is de naam van een plantensoort die veel voorkomt in de regio. Xpujil ligt aan de Federale Weg 186 ongeveer halverwege Chetumal en Escárcega op de hoogvlakte van Zoh Laguna in de regenwouden van Yucatán. De plaats is een uitvalsbasis voor bezoeken aan Mayavindplaatsen in de regio, zoals Becán, Calakmul, Chiacanná, Hormiguero en Río Bec. Ook bij Xpujil zelf bevinden zich ruïnes van een precolumbiaanse Mayastad.
In Xpujil is XEXPUJ-AM gevestigd, een radiostation dat uitzendt in het Spaans, Yucateeks Maya en Ch'ol.